# Czyżówka (dopływ Bugu)
Czyżówka – rzeka, lewobrzeżny dopływ Bugu o długości 23,75 km i powierzchni zlewni 204,82 km². 
Źródło rzeki znajduje się na terenie wsi Horoszki Duże. Przepływa przez miejscowości: Horoszki Duże, Horoszki Małe, Bonin, Raczki, Zakalinki, Konstantynów, Zakanale, Wiechowicze, Jakówki, Romanów, Nowy Pawłów, Stary Pawłów, Janów Podlaski i Stare Buczyce, gdzie wpływa do Bugu. 
Średni przepływ Czyżówki wynosi 0,66 m³/s.